# Isla Melita
Isla Melita (en inglés: Melita Island) es una isla estadounidense de 64 acres (260.000 metros cuadrados) en el lago Flathead, el lago de agua dulce más grande del estado de Montana. Es parte de la Reserva nativa de Flathead.
Melita está situada a media milla de la orilla de la parte oeste del lago. En su punto más alto Melita alcanza los 24 m sobre el nivel del agua. El acceso más cercano es la pista de aterrizaje Walstad (a una milla y media), a unos 15 minutos al norte de Polson. La isla es propiedad de los Boy Scouts de Estados Unidos, y se utiliza como un campamento de verano y para otras actividades.